# Lợi Tân, Bạc Châu
Lợi Tân (chữ Hán giản thể: 利辛县, âm Hán Việt: Lợi Tân huyện) là một huyện của địa cấp thị Bạc Châu, tỉnh An Huy, Cộng hòa Nhân dân Trung Hoa. Huyện Lợi Tân có diện tích 1950 km², dân số 1,39 triệu người. Mã số bưu chính của Lợi Tân là 236700. Về mặt hành chính, quận này được chia thành 19 trấn và 5 hương.
- Trấn: Thành Quan, Hám Thoản, Trương Thôn, Giang Tập, Cựu Thành, Tôn Tập, Nhữ Tập, Vương Nhân, Củng Điếm, Vĩnh Hưng, Vương Thị, Trung Thoản, Hồ Tập, Triển Câu, Vọng Thoản, Tây Phan Lâu, Mã Điếm Tư, Trình Gia Tập, Đại Lý Tập.
- Hương: Lưu Gia Tập, Tôn Miếu, Song Kiều, Xuân Điếm, Đan Phượng, Ký Vương Trường, Tân Trương Tập.